# Parandrocephalus eversor
Parandrocephalus eversor là một loài bọ cánh cứng trong họ Cerambycidae.